# Lucmau
Lucmau är en kommun i departementet Gironde i regionen Nouvelle-Aquitaine i sydvästra Frankrike. Kommunen ligger i kantonen Villandraut som tillhör arrondissementet Langon. År 2022 hade Lucmau 244 invånare.

## Befolkningsutveckling
Antalet invånare i kommunen Lucmau
Referens:INSEE